# اختلافات غير قابلة للتسوية
اختلافات غير قابلة للتسوية هو مفهوم قانوني يعد سبابًا ممكنا لحل رابطة الزواج ورفع دعوى الطلاق أو فسخ عقد في عدد من الدول الغربية. قد يكون اختلافا في الشخصية أو الطباع أو المعتقد أو بعض سمات الشخصية الأخرى، فأي نوع من الاختلاف بين الطرفين لا يمكنهما تغييره أو تعديله يمكن اعتباره ضمن الاختلافات غير القابلة للتسوية.
وتستخدم بعض الدول مصطلحات من قبيل «اختلافات لا يمكن إصلاحها»، أو «اختلافات لا يمكن تعويضها»، أو عدم توافق للدلالة على المفهوم.

## أستراليا
يستخدم قانون الأسرة الأسترالي مقاربة عدم الطلاق بحيث لا يمكن فك رابط الزواج المقدس قانونا إلا إذا كانت هناك فروق منطقية تعد سببا ممكناً للطلاق، مع ضرورة إثبات حدوث انفصال بين الزوجين لأكثر من 12 شهرًا في حالة اختياره لحل «للطلاق بدون خطأ».

## الولايات المتحدة
كانت كاليفورنيا أول من سن عام 1969 قانون الطلاق بدون خطأ في الولايات المتحدة وعليه فقد كان مبرر الاختلافات غير القابلة للتسوية الأساس الأصلي والوحيد في العديد من الحالات للجوء إلى الطلاق. وحاليا يعد واحدا من عدة أسباب محتملة للطلاق في الولايات المتحدة رغم استخدامه في كثير من الأحيان مبررا للطلاق بدون خطأ. ووفقا للتشريع الأمريكي الخاص بولاية كاليفورنيا أصبح بالإمكان اللجوء إلى قاعدة أخرى على شكل عريضة في الطلب للحصول على الطلاق تسمى «الجنون غير القابل للشفاء».